# Setanta Sports Cup
La Setanta Sports Cup, anche conosciuta con il nome di Setanta Cup, è una competizione di calcio che coinvolge squadre di entrambe le federazioni calcistiche dell'isola d'Irlanda, ovvero Football Association of Ireland (FAI) per l'Éire ed Irish Football Association (IFA) per l'Irlanda del Nord. La competizione è stata inaugurata nel 2005.
La coppa è stata sempre sponsorizzata da Setanta Sports, network televisivo sportivo a pagamento irlandese, che la supporta offrendo un premio in denaro alle squadre pari a 350.000 Euro, e tramite un contratto di sponsorizzazione da 1,6 milioni di Euro per quattro anni (2005-2008).

## Storia
La Setanta Cup è la prima competizione dagli anni '80 ad oggi disputata da squadre sia irlandesi che nord irlandesi. In passato varie coppe hanno permesso un confronto sul campo delle squadre delle due federazioni: dal 1941 al 1949 si è disputata la Dublin and Belfast Intercity Cup, dal 1961 al 1963 la North-South Cup, dal 1967 al 1974 la Blaxnit Cup, dal 1973 al 1975 la Texaco Cup ed infine dal 1978 al 1980 si è giocata la Tyler Cup.
Tutti questi tornei non hanno avuto notevole successo a causa della mancanza di interesse da parte del pubblico e per ragioni di sicurezza. A differenza dei tentativi precedenti, la Setanta Cup è stata aiutata dal miglioramento della sicurezza sull'isola e dall'avvio della risoluzione del Conflitto nordirlandese.
La prima edizione del torneo si è svolta tra il 15 marzo e il 21 maggio 2005, tra l'avvio della stagione calcistica irlandese e la chiusura di quella nordirlandese.

## Formazioni
Partecipano alla Setanta Cup quattro squadre per ciascuna delle due maggiori leghe nazionali. L'accesso è garantito di solito alle squadre classificate in prima e seconda posizione nei rispettivi campionati, più le vincitrici delle coppe nazionali, FAI Cup (Irlanda) e Irish Cup (Irlanda del Nord), e delle coppe di lega, FAI eircom League of Ireland Cup (Irlanda) e Irish Football League Cup (Irlanda del Nord). Se un club si qualifica tramite vittoria in una delle due coppe nazionali e termina entro le prime due posizioni in campionato, il posto viene occupato al primo club in ordine di classifica di campionato. Questa regola è stata però ignorata nel 2007 quando il posto dello Shelbourne venne assegnato al St. Patrick's Athletic quando, in base a questa regola, il legittimo sostituto doveva essere lo Sligo Rovers.

## Formula
La competizione attualmente prevede una fase preliminare che mette di fronte quattro squadre irlandesi e quattro nordirlandesi. Le vincenti si qualificano per i quarti di finale. Sia questi turni che le semifinali si giocano in gare di andata e ritorno. La finale, che si disputa in campo neutro, è a scontro diretto con tempi supplementari e tiri di rigore in caso di parità; essa ha luogo entro la metà di maggio.

## Albo d'oro
- 2005:   Linfield
- 2006:   Drogheda Utd
- 2007:   Drogheda Utd
- 2008:   Cork City
- 2009-10:   Bohemians
- 2011:   Shamrock Rovers
- 2012:   Crusaders
- 2013:   Shamrock Rovers
- 2014:   Sligo Rovers